# Anofelíneos
Anofelíneos (Anophelinae) é uma sub-família de insectos da família Culicidae (mosquitos). Muitas das suas espécies são vectores de doenças transmissíveis ao homem.
- O género Anopheles foi descrito por Johann Wilhelm Meigen em 1818, apresenta grande importância epidemiologia por serem vetores da malária, são mosquitos cosmopolitas com sua distribuição ocorrendo nas região tropical e subtropical.
- O género Bironella foi descrito por Frederick Vincent Theobald em 1905, este gênero não apresenta importância epidemiológica conhecida, sua distribuição esta restrita a Oceania.
- O género Chagasia foi descrito por Oswaldo Gonçalves Cruz em 1906, tendo apenas quatro espécies.

## Referência bibliográfica
- Consoli RAGB, Lourenço-de-Oliveira R. (1994). "Principais mosquitos de importância sanitária no Brasil" (PDF)  . Editora Fundação Instituto Oswaldo Cruz, Rio de Janeiro, Brasil.